# Operation 34A
Operation 34A (vollständiger Name Operational Plan 34A, auch bekannt als OPLAN 34Alpha) war ein von der CIA als streng geheim eingestuftes Programm der Vereinigten Staaten, um verdeckte Aktionen im Vorfeld des Vietnamkrieges gegen Nordvietnam durchzuführen.
Hauptmerkmal waren die in Küstennähe vom Seegebiet her durch die Marine ausgeführten Sabotageakte. Begonnen wurden die Missionen 1961 durch die CIA, später dann 1964 übergab man während der Operation Parasol-Switchback die Verantwortung an die Spezialeinsatztruppe für unkonventionelle Kriegsführung, der MACV-SOG (Military Assistance Command, Vietnam – Studies and Observation Group). Diese Task Force war während des Vietnamkrieges in streng geheimen Operationen in ganz Südostasien im Einsatz und war dem Verteidigungsministerium der Vereinigten Staaten beziehungsweise dem Military Assistance Command, Vietnam unterstellt. Ebenfalls war an diversen Einsätzen die Air America beteiligt, eine von der CIA kontrollierte US-amerikanische Fluggesellschaft.
Die MACV-SOG legte ihr Hauptaugenmerk der Aktivitäten gegen den kommunistischen Norden auf die Durchführung der Missionen von See her. Eine kleine Flotte von schnellen Patrouillenbooten wurde geschaffen, um mit kleinen Sonderkommandos von der Küste her militärische Anlagen Nordvietnams, wie z. B. Radaranlagen oder Waffenlager, außer Gefecht zu setzen. Die Anzahl dieser kurzen koordinierten maritimen Angriffe verdoppelte sich zwischen Juni und Juli 1964.
Im gleichen Zeitraum führte die US Navy elektronische Überwachungsoperationen (Desoto patrols) mit Zerstörern vor der Küste Nordvietnams durch. Obwohl beide Missionen unabhängig voneinander durchgeführt wurden, nutzten die Angriffe der Patrouillenboote der Aufklärungsmission der US Navy: Durch die Attacken der kleinen Boote konnten die Zerstörer die Reaktion der Nordvietnamesen auswerten und hierdurch Erkenntnisse gewinnen, wie und wo der Feind sich verteidigte und welche Möglichkeiten er besaß, auf die Angriffe zu reagieren.
Am Morgen des 2. August 1964 wurde ein nordvietnamesischer Funksender auf der Insel Hòn Ngư von einer Operation 34A-Mission außer Gefecht gesetzt. Kurz danach wurde die Maddox von drei Patrouillenbooten Nordvietnams angegriffen. Die Turner Joy erhielt einen Notruf des Zerstörers Maddox, der von nordvietnamesischen Torpedobooten angegriffen wurde, und eilte ihm zu Hilfe. 48 Stunden später, die beiden Schiffe operierten nun zusammen, ortete die Turner Joy mehrere Radarechos, die sich schnell näherten. Die Schiffe riefen den Flugzeugträger Ticonderoga um Unterstützung, da sie angeblich mit Torpedos angegriffen wurden. Dieses Ereignis wurde als Tonkin-Zwischenfall bekannt, das den Eintritt der USA in den Vietnamkrieg nach sich zog.